# Temple del Pilar (Calanda)
El Temple de Nostra Senyora del Pilar, dedicat a la Mare de Déu del Pilar, està situat en la població de Calanda (província de Terol). Va ser dedicada pel poble de Calanda en acció de gràcies pel miracle obrat en la persona de Miguel Pellicer.

## Història
El projecte primigeni de construcció va començar el 22 d'abril de 1640, acordant-se construir una ermita contigua a la casa de Miguel Pellicer per commemorar l'esdeveniment. Però amb el temps les obres s'anirien ampliant, especialment a partir de 1668, data en la qual va ser col·locada en l'altar major la imatge de la Verge del Pilar.
L'última i definitiva ampliació del temple començaria així el 20 de novembre de 1739.

## Descripció

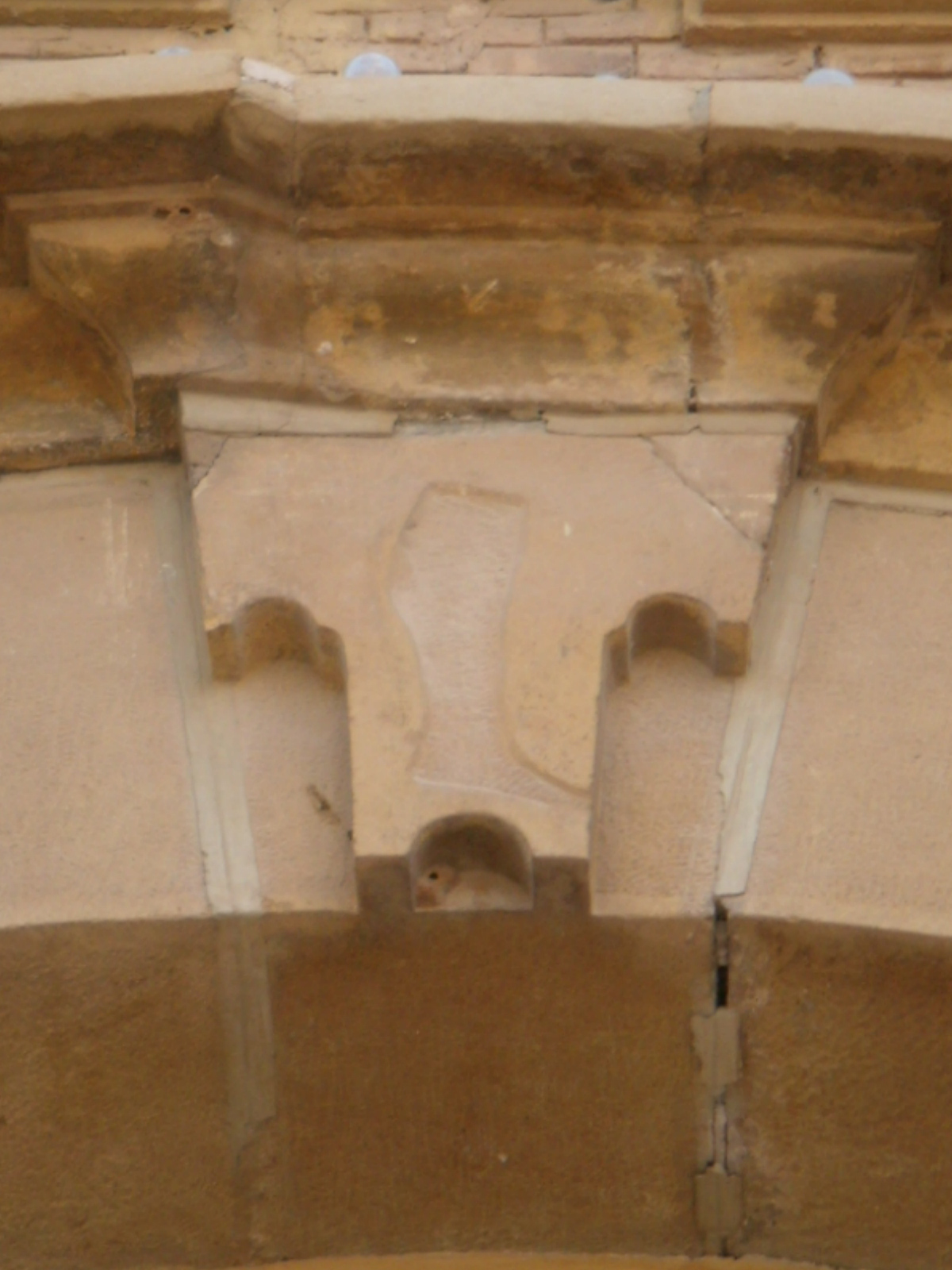
Representació escultòrica de la cama tallada de Miguel Pellicer, en la clau de l'arc de la portada del Temple.

Arquitectònicament, el temple consta de tres naus, la central més ampla que les laterals, amb una gran cúpula i altres dues més petites en els laterals. La fàbrica de l'edifici és de maó i grans sòcols a la base. Per sobre de tot es destaca a considerable altura la torre, amb el seu joc de campanes.
Artísticament discret, el temple va sofrir grans pèrdues durant la Guerra Civil Espanyola, la qual cosa va suposar un empobriment considerable d'aquest, perdent-se el valuós altar major que havia estat portat des del Convent del Desert.

### La Capella del Miracle
Situada als peus del temple, en el costat dret quan s'entra, la Capella del Miracle ocupa el lloc corresponent a l'habitació on es va produir el miracle de Miguel Pellicer. Espai altament significatiu, doncs, en el qual la decoració pictòrica de Miguel Ángel Albareda reconstrueix la nit del miracle. Una làpida commemorativa il·lustra el fet; en ella pot llegir-se (en castellà):
| « | En este mismo lugar y por la intercesión de la Virgen Santísima del Pilar fue restituida a su devoto Miguel Juan Pellicero la pierna que hacía largo tiempo le había sido cortada. Instruido proceso fue declarado milagro tan portentoso hecho por sentencia que firmaba el Exmo. y Revdmo. Dr. D. Pedro de Apaolaza Arzobispo de Zaragoza. | » |

## Culte a la Verge del Pilar
Mentre que està dedicat a la Verge del Pilar, el Temple de Calanda guarda no pocs paral·lelismes amb la Basílica del Pilar saragossana, començant pel símbol iconogràfic més característic de la Verge, també aquí present: el mantell. Amb una col·lecció d'un centenar de mantells (blancs, vermells, verds, morats, blaus, destinacions per a malalts, etc.), es "vesteix" la columna sobre la qual es destaca l'estatueta de la Verge. Un dels mantells, el denominat "de Capitana General", només es posa el 12 d'octubre, festivitat del Pilar. Per contra, els dies 29 de cada mes, la columna queda nua, ja que així es commemora el 29 de març de 1640, dia del Miracle de Pellicer.

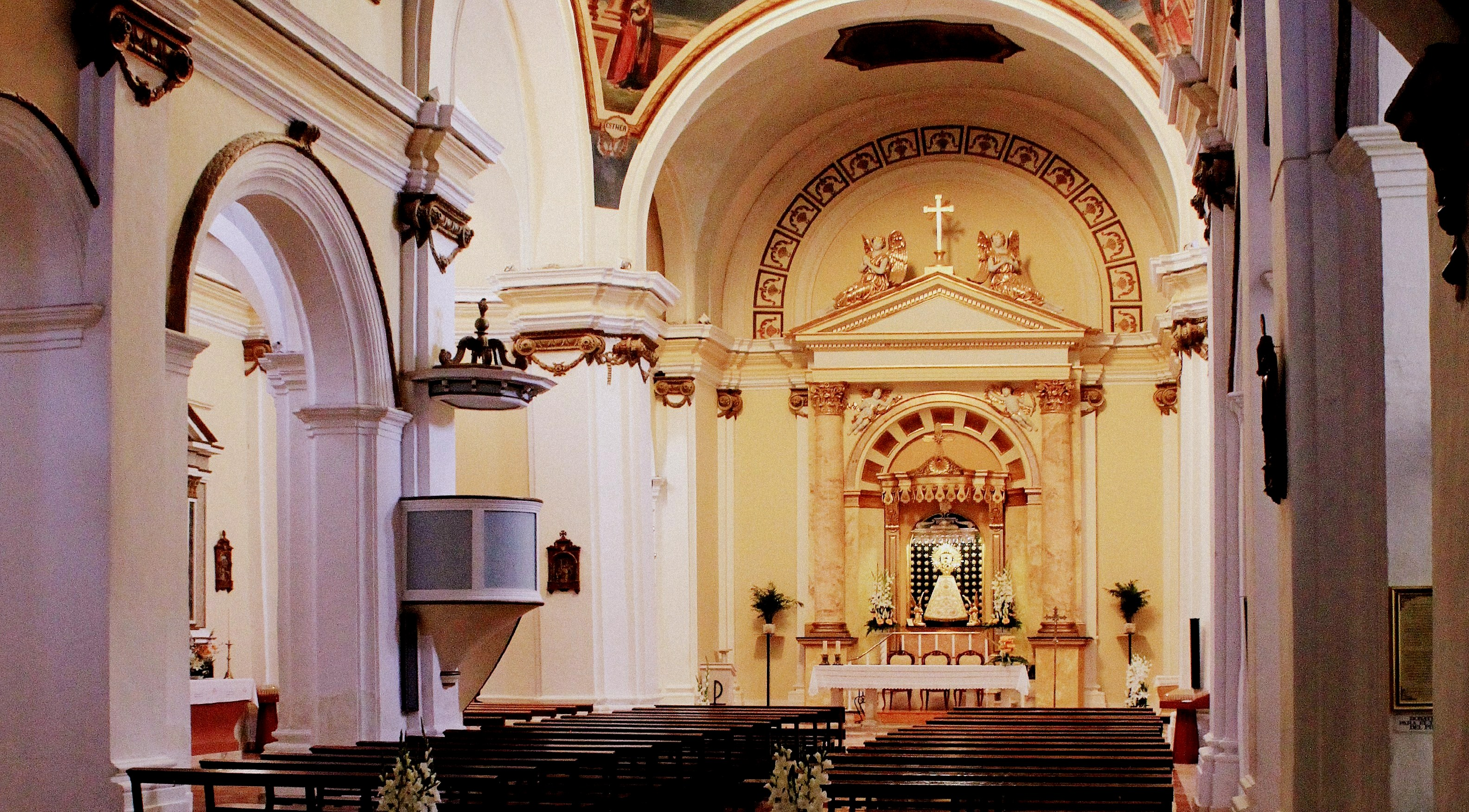
Vista general de la nau central del Temple del Pilar.

## Els Mayorals del Pilar
Des de 1838 el temple va quedar a cura dels Mayorals del Pilar. El primer d'ells va ser Romualdo Morlán. La funció del mayoral del Pilar concerneix sobretot a la conservació i administració del temple; entre els més destacats mayorales van figurar Agustín Cascajares, Vicente Lusarreta, Joaquín Buñuel, José María Santa Pau, Eloy Crespo Gasque, Juan Gualberto Magallón, Manuel Magallón Pastor, José Arbiol Sanz i Antonio Bielsa Molins.

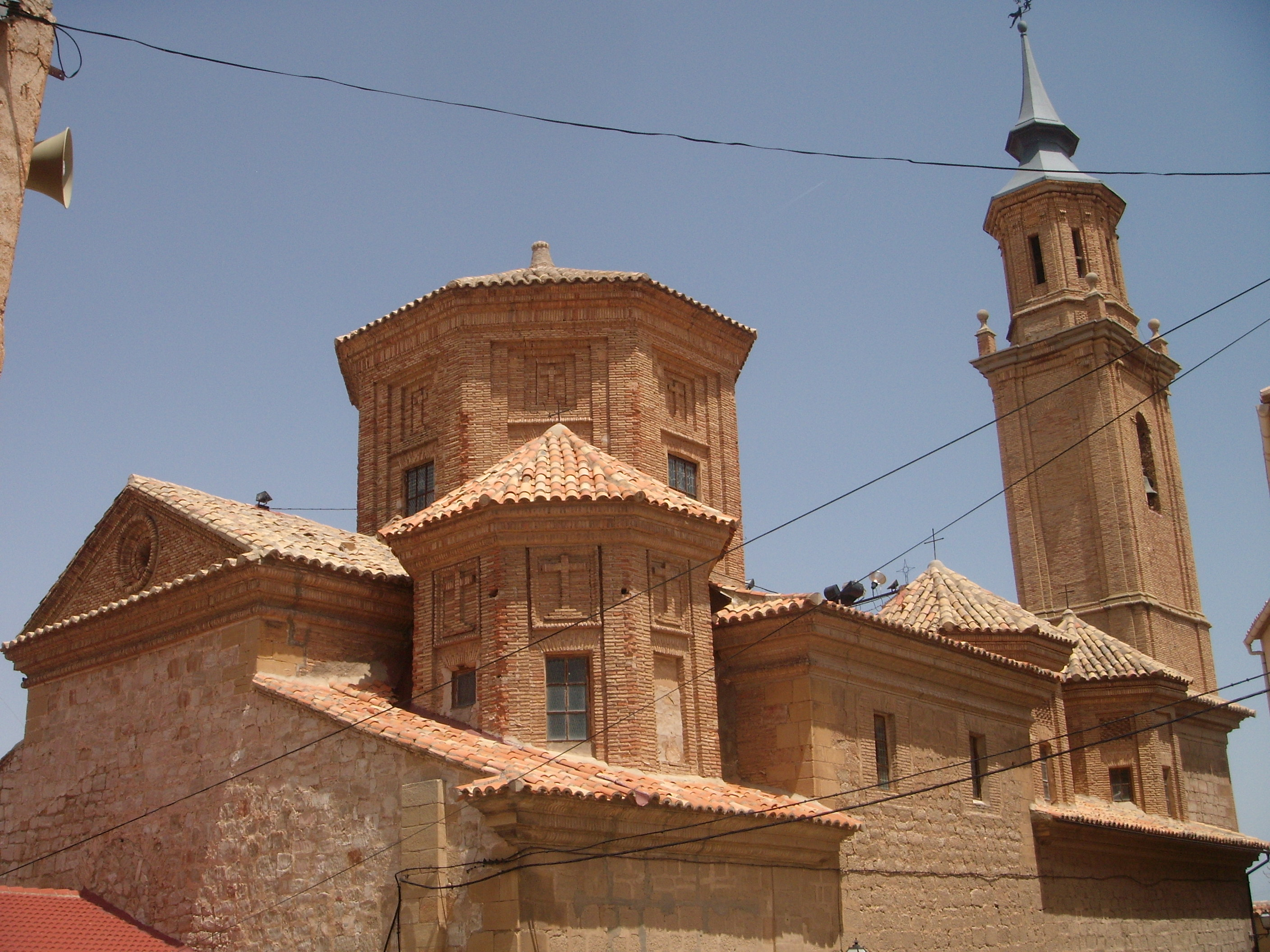
Vista parcial del Temple del Pilar.

## Personalitats enterrades en el Temple del Pilar
Sepulcres profanats durant la Guerra Civil Espanyola (1936-1939)
- José Herrero de Tejada (†1665); primera persona enterrada a l'església, va ser un dels testimonis del miracle de Miguel Pellicer.
- Pedro Tomás Cascajares (†1665)
- Leandro Gasque Chivo (†1740)
- Josef Ram de Viu, baró del Pueyo, Hervés i Samitier (†1767)
- Miguel Antonio Peralta (†1785)
- Miguel M. Gasque i Ferrer de Tejada (†1800)
- Fermín Ram de Viu i Pueyo (†1812); cavaller novicio de justícia de l'Orde de Sant Joan de Jerusalem.
- Antonio María Cascajares (†1901); el cardenal va ser inhumat en la Capella del Miracle, però durant els incidents de la Guerra Civil Espanyola (1936-1939), la seva sepultura va ser profanada, al mateix temps que el sagrat recinte utilitzat com a sala de cinema per les milícies republicanes. Desaparegut doncs el cos del cardenal, no queda avui sinó la placa pétrea que indicava, en el sòl de la referida capella, la seva exacta ubicació pretèrita.

Noves incorporacions (segle xxi)
- Manuel Albert Ginés (†1936); les restes mortals d'aquest prevere, afusellat per milicians frentepopulistas en 1936, i beatificat pel Joan Pau II en 2001, reposen amb el nou segle en la nau lateral dreta del temple, a la dreta del sagrari.

### Cripta
La cripta del Temple està vinculada a la Família Fortón-Cascajares, en els nínxols de la qual han estat inhumats d'ordinari els membres d'aquesta il·lustre família.